# Старо Ланиште
Старо Ланиште је насељено место града Јагодине у Поморавском округу. Према попису из 2022. има 417 становника (према попису из 2011. било је 460 становника).

## Историја
У Ланишту, на ободу села у потесу „Градац“, пронађени су докази о постојању људских насеља из времена Трибала, на прелазу из гвозденог у бронзано доба. Данашње становништво Ланишта се углавном населило у времену Првог српског устанка, мада је село постојало и много раније, јер се помиње у више турских пописа насељених места из XVI века, као и аустријском попису из 1718. године, угарској карти из 1769. године.. Поред Цркве Великомученице Марине, пронађени су остаци темеља из XIII века, из времена династије Немањића, као и новац из тог периода. Прво становништво Ланишта се населило у самој близини Велике Мораве у потесу "Kриве баре“, али се због честих поплава померало даље од реке, док се један део становништва насељава на левој обали реке Белице испод брда. Тако да су се временом у Ланишту формирале три физички одвојена дела села, на десној обали реке Белице, Доња мала и на левој обали Горња мала и Обрешка мала (названа по досељеницима из села Обреж код Варварина). Након Другог светског рата, општина Светозарево доноси одлуку да се Ланиште подели на два села и то Ново Ланиште (настаје од Горње Мале и Обрешке мале) и Старо Ланиште (настаје од Доње мале). На попису из 1948. године село Ланиште пописано је по први пут одвојено, као Ново Ланиште и Старо Ланиште. Ова одлука СО Светозарево је озваничена у службеном гласнику НР Србије,1955. године.
Овде се налази ФК Напредак Старо Ланиште.

## Демографија
Село Ланиште, је одлуком СО Светозарево, на попису 1948. године, подељено на Ново Ланиште и Старо Ланиште, а 50-их година село је и званично административно подељено. Према попису из 1930. године у заједничком селу Ланишту је живело 1.704 становника.
У насељу Старо Ланиште живи 483 пунолетна становника, а просечна старост становништва износи 45,3 година (43,2 код мушкараца и 47,6 код жена). У насељу има 184 домаћинства, а просечан број чланова по домаћинству је 3,04.
Ово насеље је великим делом насељено Србима (према попису из 2002. године), а у последња три пописа, примећен је пад у броју становника.
|  |

| Демографија | Демографија | Демографија |
| Година      | Становника  | Становника  |
| ----------- | ----------- | ----------- |
| 1948.       | 780         |             |
| 1953.       | 823         |             |
| 1961.       | 769         |             |
| 1971.       | 674         |             |
| 1981.       | 629         |             |
| 1991.       | 607         | 593         |
| 2002.       | 560         | 581         |
| 2011.       | 460         |             |
| 2022.       | 417         |             |

| Етнички састав према попису из 2002.‍ | Етнички састав према попису из 2002.‍ | Етнички састав према попису из 2002.‍ | Етнички састав према попису из 2002.‍ | Етнички састав према попису из 2002.‍ |
| ------------------------------------ | ------------------------------------ | ------------------------------------ | ------------------------------------ | ------------------------------------ |
|                                      |                                      |                                      |                                      |                                      |
| Срби                                 | Срби                                 |                                      | 558                                  | 99,64%                               |
| Македонци                            | Македонци                            |                                      | 2                                    | 0,35%                                |
| непознато                            | непознато                            |                                      | 0                                    | 0,0%                                 |

| Ланиште (Старо и Ново) у пописима Јагодинске нахије — од 1818. до 1829.           |       |       |       |       |       |       |          |       |       |       |       |       |
| Година пописа                                                                     | 1818. | 1819. | 1820. | 1821. | 1822. | 1823. | 1824/25. | 1825. | 1826. | 1827. | 1828. | 1829. |
| Куће                                                                              | 80    | 82    | 86    | 83    | 81    | 86    | 85       | 87    | 91    | 90    | 92    | 91    |
| Пореске главе*                                                                    | -     | 111   | 90    | 83    | 90    | 92    | 97       | 94    | 92    | 93    | 91    | 86    |
| Арачке главе**                                                                    | 130   | 178   | 182   | 182   | 187   | 201   | 209      | 227   | 231   | 238   | 245   | 241   |
| *Пореске главе = Ожењени мушкарци \| ** Арачке главе = Мушкарци од 7 до 70 година |       |       |       |       |       |       |          |       |       |       |       |       |

| Година пописа     | 1948. | 1953. | 1961. | 1971. | 1981. | 1991. | 2002. |
| ----------------- | ----- | ----- | ----- | ----- | ----- | ----- | ----- |
| Број домаћинстава | 150   | 162   | 174   | 190   | 192   | 182   | 184   |

| Број чланова      | 1  | 2  | 3  | 4  | 5  | 6  | 7 | 8 | 9 | 10 и више | Просек |
| ----------------- | -- | -- | -- | -- | -- | -- | - | - | - | --------- | ------ |
| Број домаћинстава | 37 | 57 | 18 | 30 | 23 | 15 | 3 | 0 | 1 | 0         | 3,04   |

| Пол    | Укупно | Неожењен/Неудата | Ожењен/Удата | Удовац/Удовица | Разведен/Разведена | Непознато |
| ------ | ------ | ---------------- | ------------ | -------------- | ------------------ | --------- |
| Мушки  | 249    | 68               | 157          | 19             | 3                  | 2         |
| Женски | 248    | 38               | 157          | 45             | 7                  | 1         |
| УКУПНО | 497    | 106              | 314          | 64             | 10                 | 3         |

| Пол    | Укупно                    | Пољопривреда, лов и шумарство | Рибарство                            | Вађење руде и камена | Прерађивачка индустрија       |
| ------ | ------------------------- | ----------------------------- | ------------------------------------ | -------------------- | ----------------------------- |
| Мушки  | 111                       | 24                            | 0                                    | 0                    | 45                            |
| Женски | 60                        | 27                            | 0                                    | 0                    | 12                            |
| УКУПНО | 171                       | 51                            | 0                                    | 0                    | 57                            |
| Пол    | Производња и снабдевање   | Грађевинарство                | Трговина                             | Хотели и ресторани   | Саобраћај, складиштење и везе |
| Мушки  | 1                         | 10                            | 6                                    | 2                    | 10                            |
| Женски | 0                         | 1                             | 4                                    | 2                    | 4                             |
| УКУПНО | 1                         | 11                            | 10                                   | 4                    | 14                            |
| Пол    | Финансијско посредовање   | Некретнине                    | Државна управа и одбрана             | Образовање           | Здравствени и социјални рад   |
| Мушки  | 0                         | 0                             | 2                                    | 2                    | 2                             |
| Женски | 0                         | 1                             | 0                                    | 3                    | 3                             |
| УКУПНО | 0                         | 1                             | 2                                    | 5                    | 5                             |
| Пол    | Остале услужне активности | Приватна домаћинства          | Екстериторијалне организације и тела | Непознато            | Непознато                     |
| Мушки  | 2                         | 0                             | 0                                    | 5                    | 5                             |
| Женски | 2                         | 0                             | 0                                    | 1                    | 1                             |
| УКУПНО | 4                         | 0                             | 0                                    | 6                    | 6                             |